# Daiki Matsuoka
Daiki Matsuoka (jap. 松岡 大起, Matsuoka Daiki; * 1. Juni 2001 in Kumamoto, Präfektur Kumamoto) ist ein japanischer Fußballspieler.

## Karriere

### Verein
Daiki Matsuoka erlernte das Fußballspielen in den Jugendmannschaften von Sorriso Kumamoto und Sagan Tosu. Seinen ersten Profivertrag unterschrieb er 2019 bei seinem Jugendverein Sagan Tosu. Der Club aus Tosu spielte in der höchsten Liga des Landes, der J1 League. Nach 76 Erstligaspielen für Sagan Tosu wechselte er im August 2021 zum Ligakonkurrenten Shimizu S-Pulse. Am Ende der Saison 2022 musste er mit dem Verein als Tabellenvorletzter in die zweite Liga absteigen. Von Ende März 2023 bis Ende Dezember 2023 wurde er an den brasilianischen Zweitligisten Grêmio Novorizontino ausgeliehen. Hier kam er jedoch nicht zum Einsatz. Nach der Ausleihe kehrte er zu Shimizu zurück. Hier wurde sein Vertrag nicht verlängert. Anfang Januar 2024 nahm ihn der japanische Erstligist Avispa Fukuoka unter Vertrag.

### Nationalmannschaft
Daiki Matsuoka spielte 2019 zweimal in der U23–Nationalmannschaft von Japan. Sein Debüt in der U23 gab er am 4. Juni 2019 in einem Freundschaftsspiel gegen die U23 von Chile.